# Saison 2014 de l'équipe cycliste Color Code-Biowanze

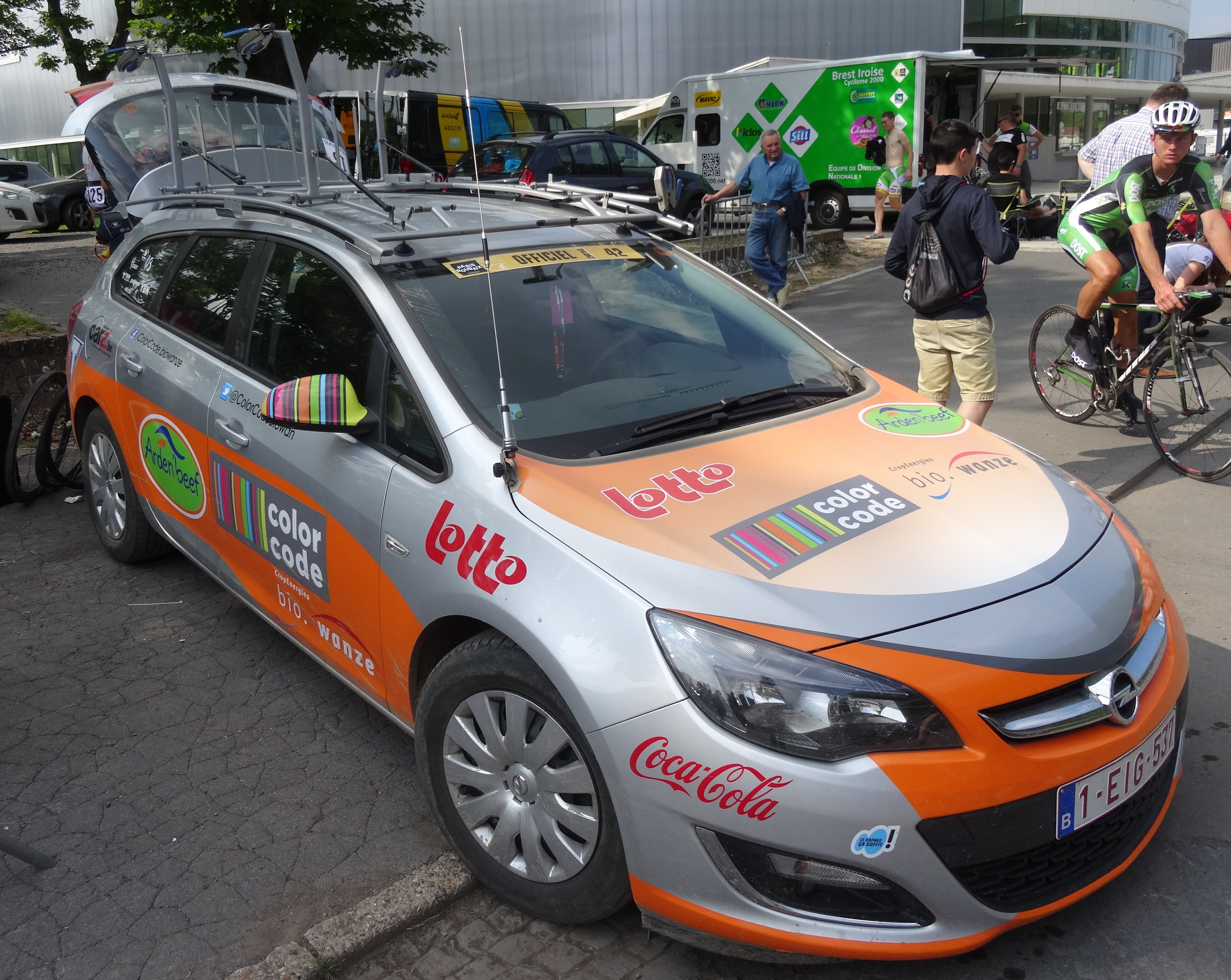
Une des voitures de l'équipe au Paris-Roubaix espoirs 2014.

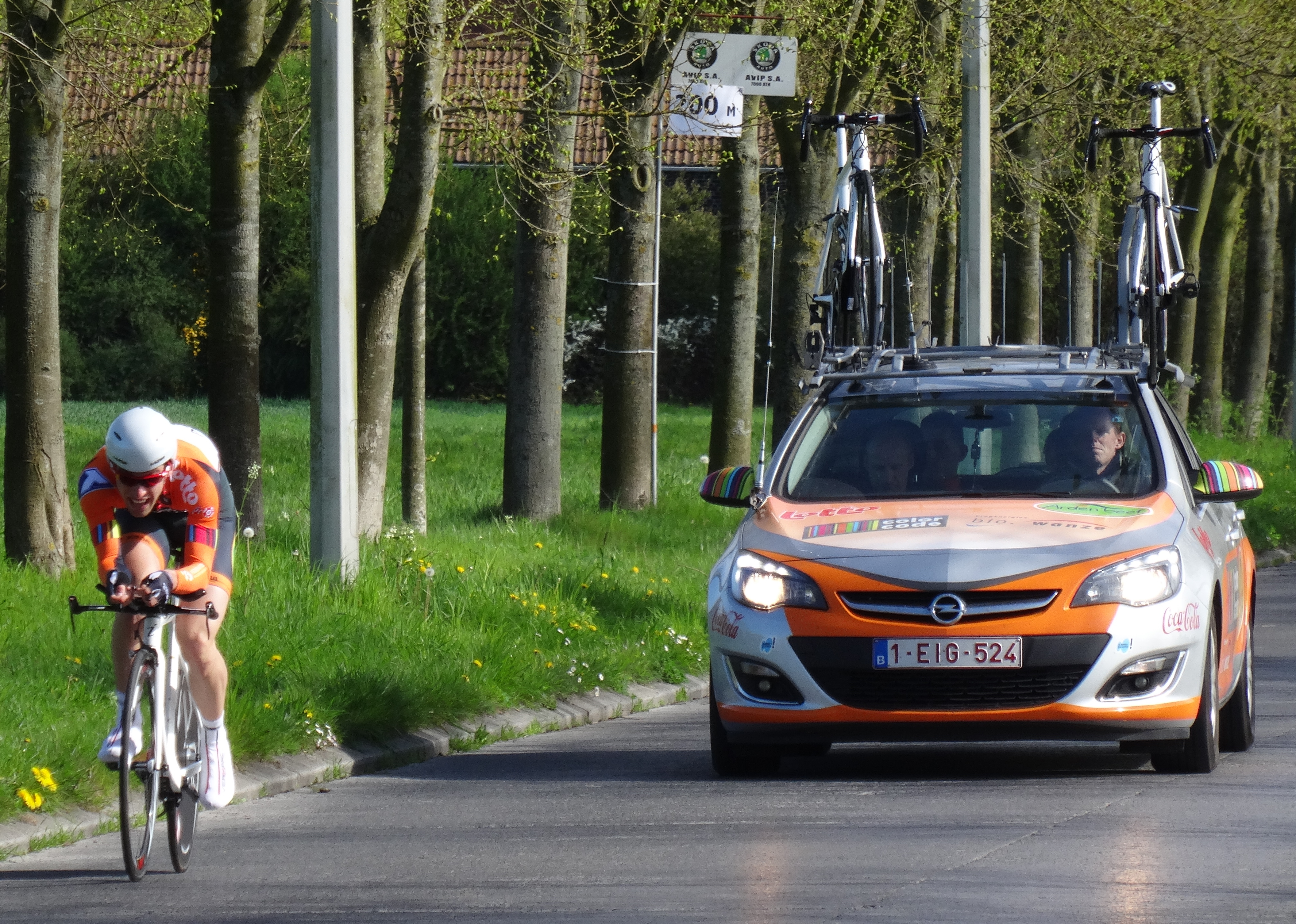
Un coureur lors du contre-la-montre individuel de la 2ea étape du Triptyque des Monts et Châteaux 2014.

La saison 2014 de l'équipe cycliste Color Code-Biowanze est la troisième de cette équipe.

## Préparation de la saison 2014

### Arrivées et départs
| Arrivées          | Équipe 2013                    |
| ----------------- | ------------------------------ |
| Robin Bleus       | Verandas Willems-CC Chevigny   |
| Thomas Deruette   | VC Ardennes                    |
| Tom Galle         | VC Ardennes                    |
| Julien Kaise      | Sprint 2000 Charleroi          |
| Rémy Mertz        | Verandas Willems-CC Chevigny   |
| Maximilien Picoux | RVS Péruwelz-Bury              |
| Gaëtan Pons       | T.Palm-Pôle Continental Wallon |

| Départs                 | Équipe 2014           |
| ----------------------- | --------------------- |
| Serge Dewortelaer       | Veranclassic-Doltcini |
| Quentin Hoper           |                       |
| Florent Mottet          | Wallonie-Bruxelles    |
| Loïc Pestiaux           | Wallonie-Bruxelles    |
| Boris Vallée            | Lotto-Belisol         |
| Quentin Van Heuverswijn |                       |

## Coureurs et encadrement technique

### Effectif

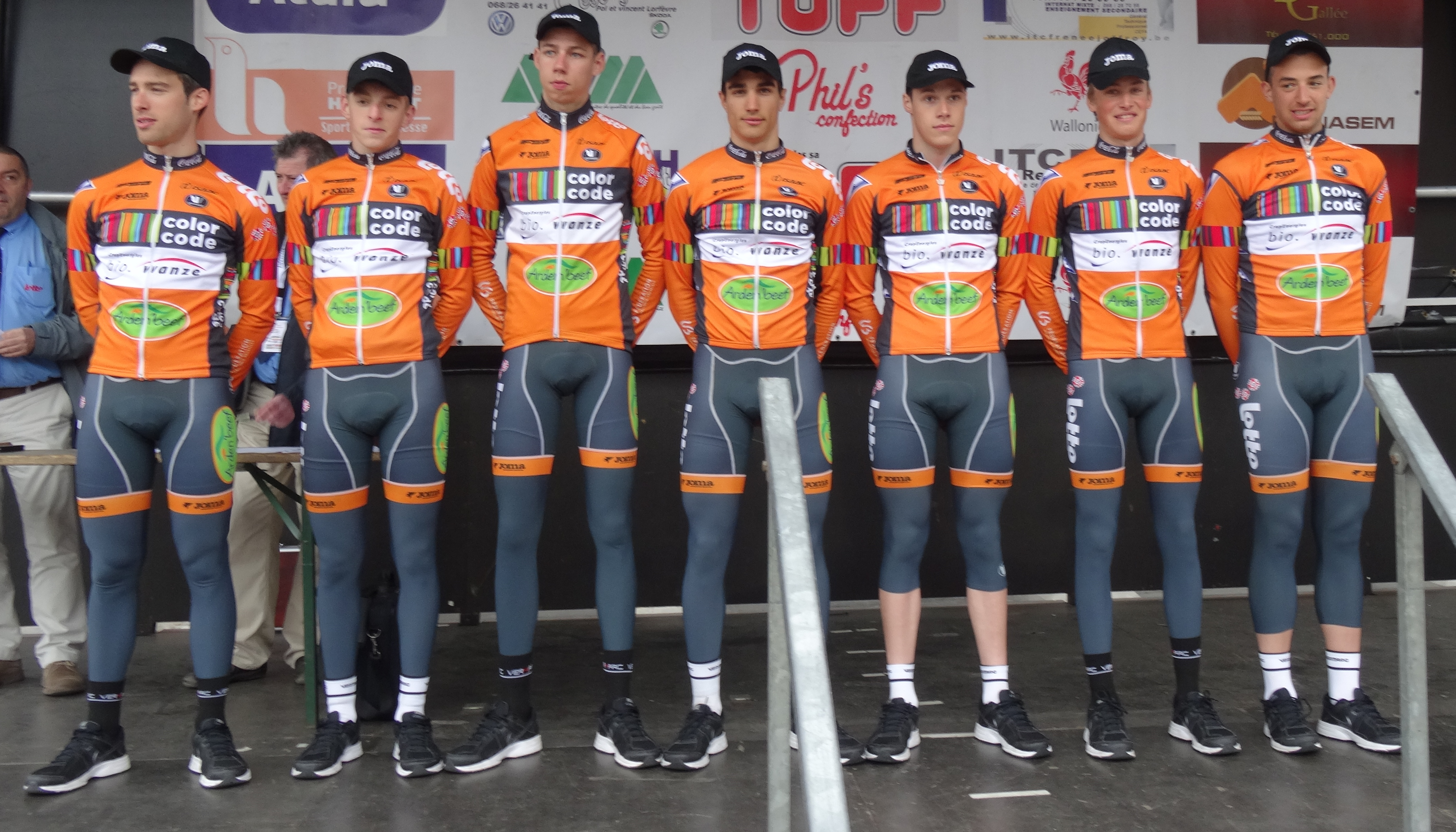
Thomas Wertz, Julien Kaise, Ludovic Robeet, Antoine Warnier, Maximilien Picoux, Florent Delfosse et Ludwig De Winter lors du Triptyque des Monts et Châteaux 2014.

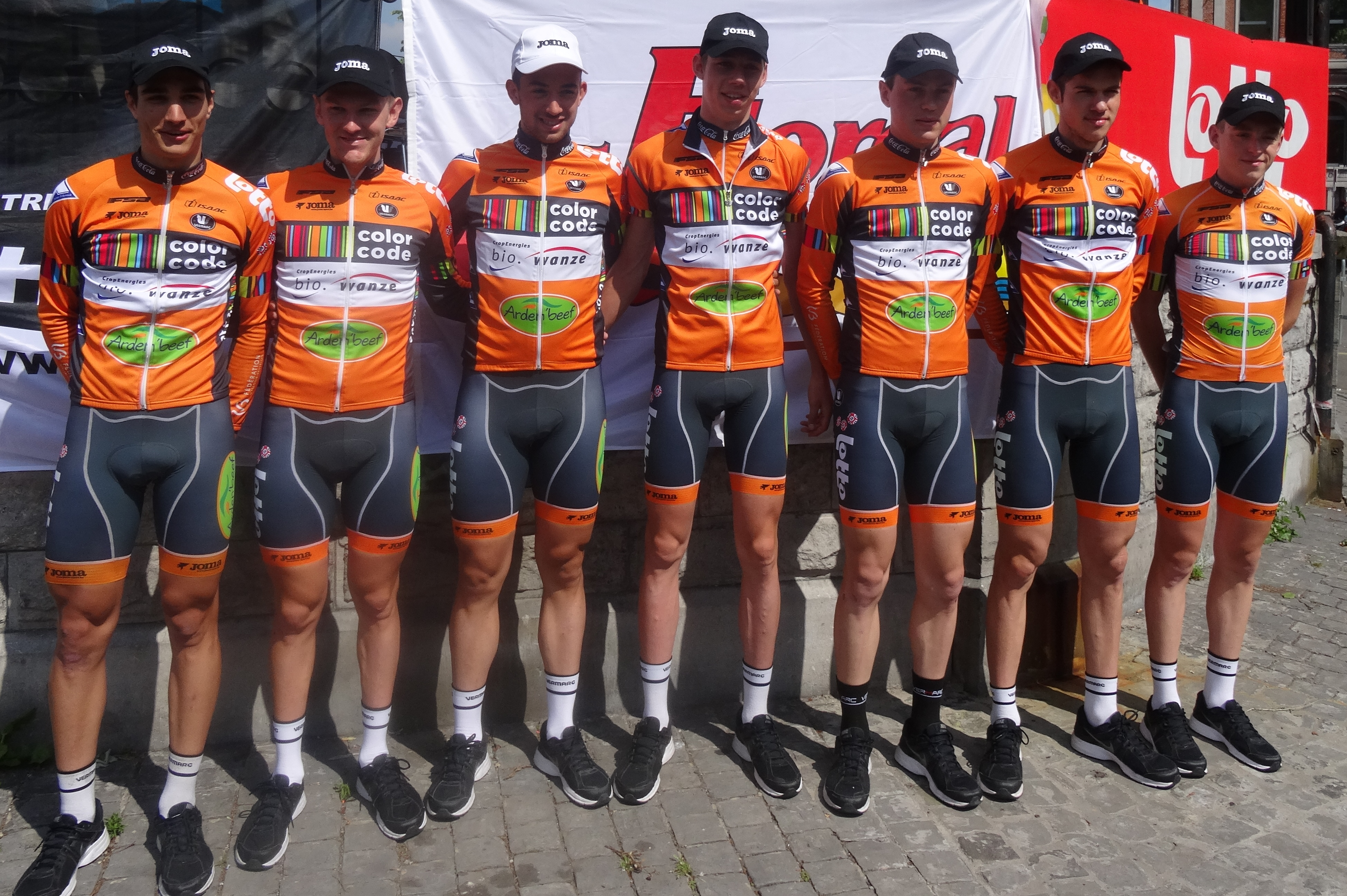
Antoine Warnier, Jérôme Kerf, Ludwig De Winter, Ludovic Robeet, Antoine Leleu, Gaëtan Pons et Julien Kaise lors du Grand Prix Criquielion 2014, à Boussu.

Seize coureurs constituent l'effectif 2014 de l'équipe.
| Cycliste          | Date de naissance  | Nationalité | Équipe 2013                    |
| ----------------- | ------------------ | ----------- | ------------------------------ |
| Robin Bleus       | 11 octobre 1995    | Belgique    | Verandas Willems-CC Chevigny   |
| Ludwig De Winter  | 31 décembre 1992   | Belgique    | Color Code-Biowanze            |
| Florent Delfosse  | 28 août 1993       | Belgique    | Color Code-Biowanze            |
| Thomas Deruette   | 6 juillet 1995     | Belgique    | VC Ardennes                    |
| Tom Galle         | 13 septembre 1995  | Belgique    | VC Ardennes                    |
| Arnaud Geromboux  | 8 février 1991     | Belgique    | Color Code-Biowanze            |
| Romain Hubert     | 26 août 1994       | Belgique    | Color Code-Biowanze            |
| Julien Kaise      | 12 janvier 1995    | Belgique    | Sprint 2000 Charleroi          |
| Jérôme Kerf       | 1er septembre 1993 | Belgique    | Color Code-Biowanze            |
| Antoine Leleu     | 20 octobre 1993    | Belgique    | Color Code-Biowanze            |
| Rémy Mertz        | 17 juillet 1995    | Belgique    | Verandas Willems-CC Chevigny   |
| Maximilien Picoux | 12 novembre 1995   | Belgique    | RVS Péruwelz-Bury              |
| Gaëtan Pons       | 1er janvier 1992   | Belgique    | T.Palm-Pôle Continental Wallon |
| Ludovic Robeet    | 22 mai 1994        | Belgique    | Color Code-Biowanze            |
| Antoine Warnier   | 24 juin 1993       | Belgique    | Color Code-Biowanze            |
| Thomas Wertz      | 6 novembre 1992    | Belgique    | Color Code-Biowanze            |

Portraits
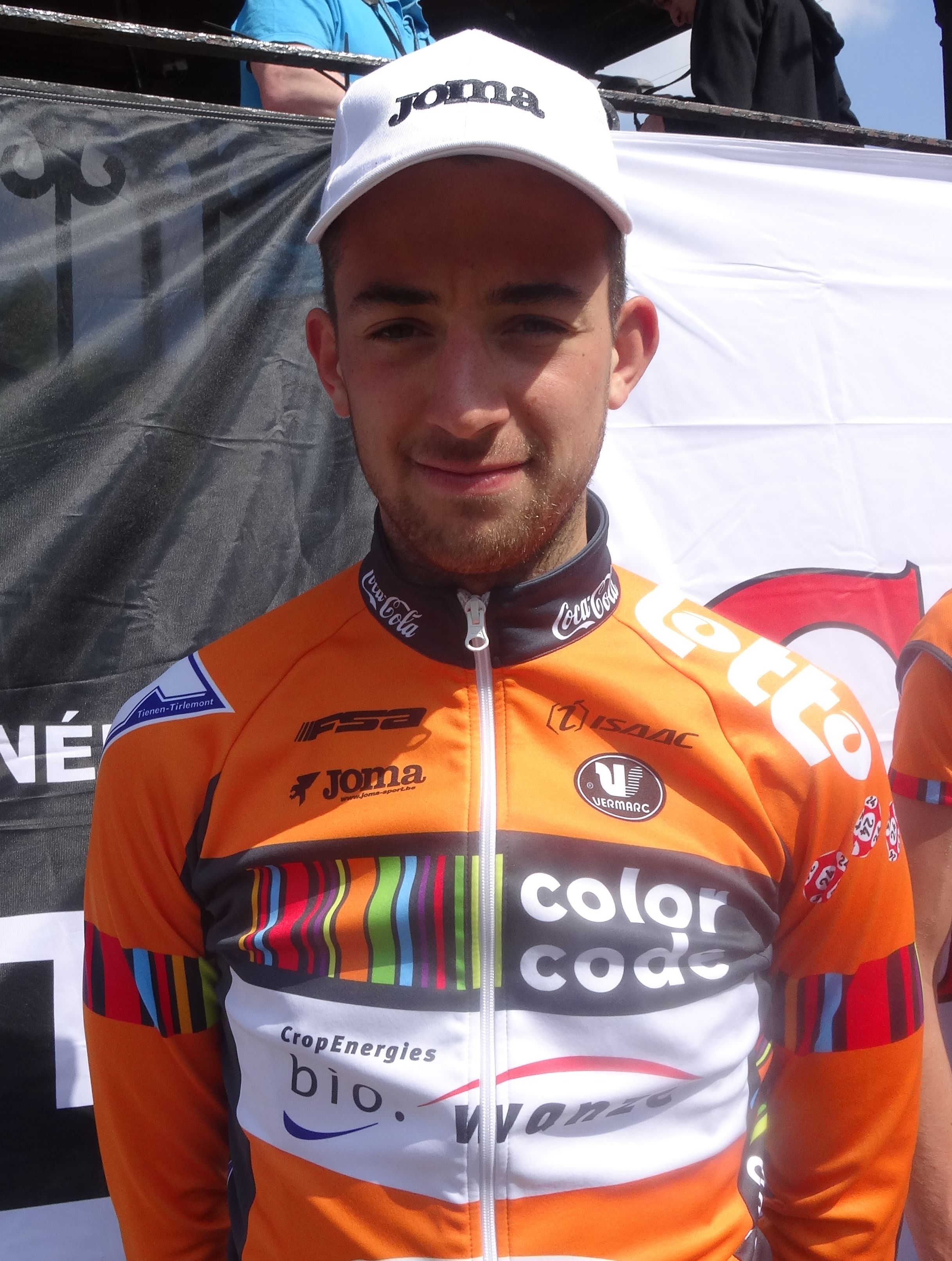
Ludwig De Winter.
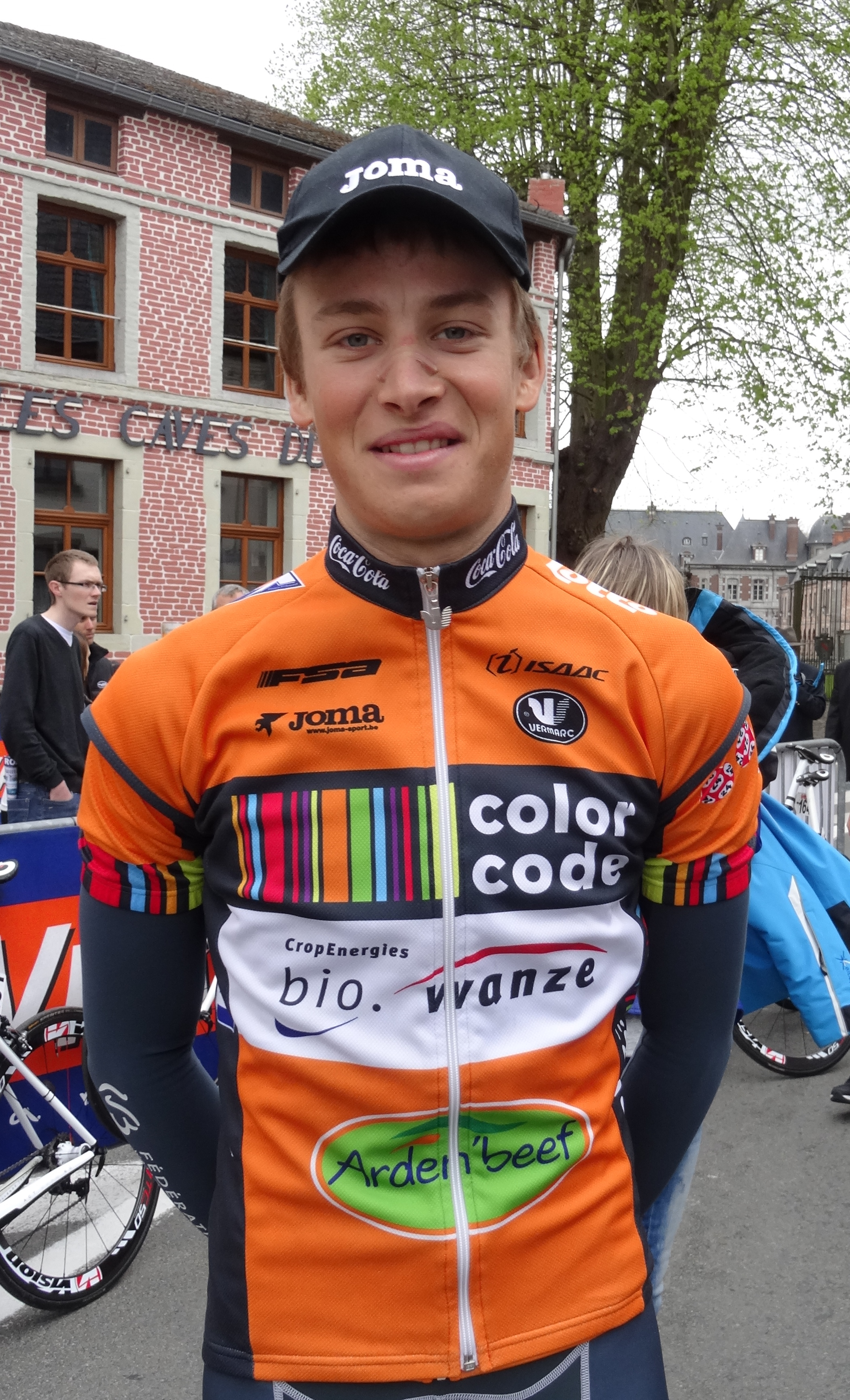
Florent Delfosse.
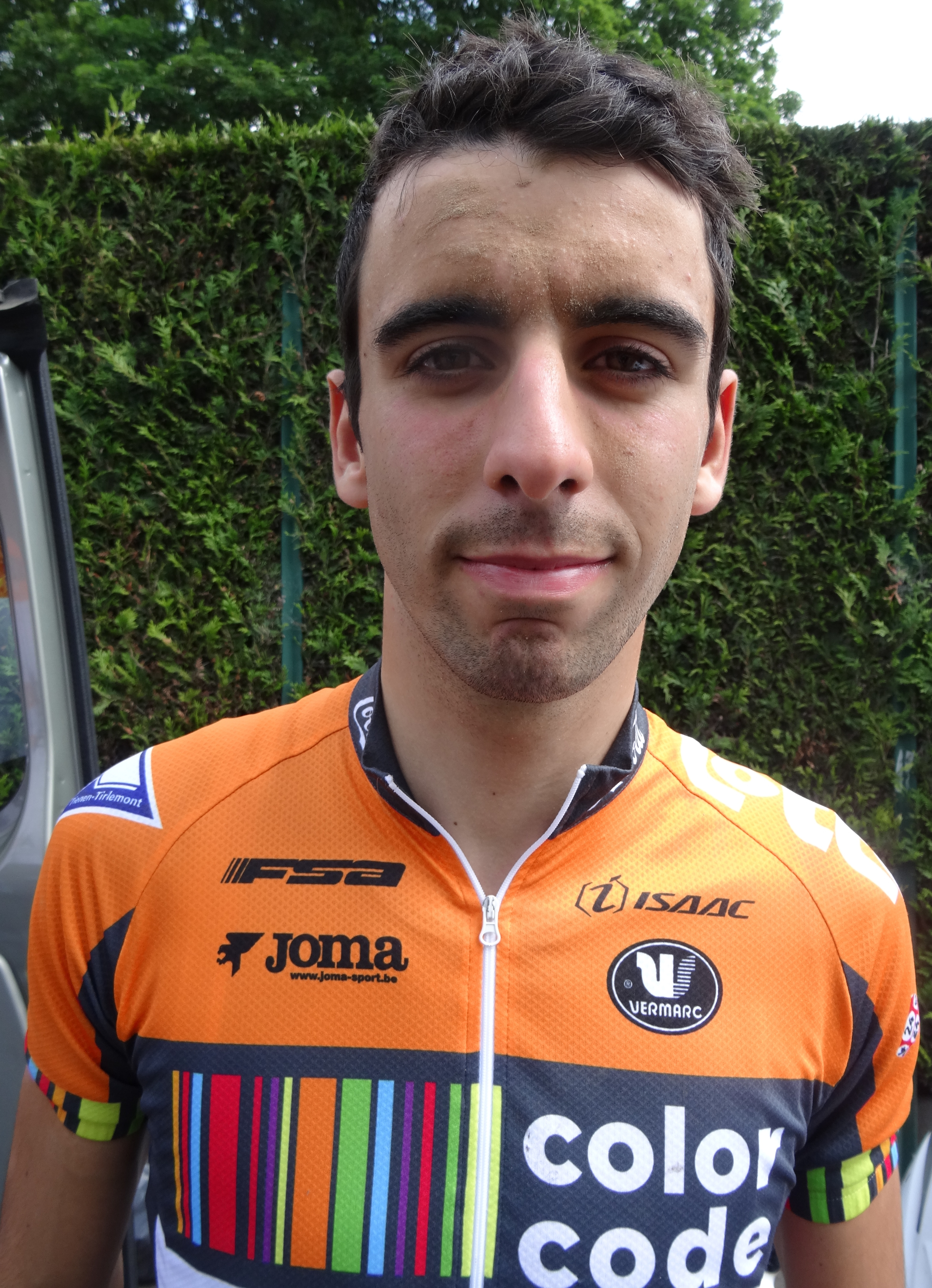
Thomas Deruette.
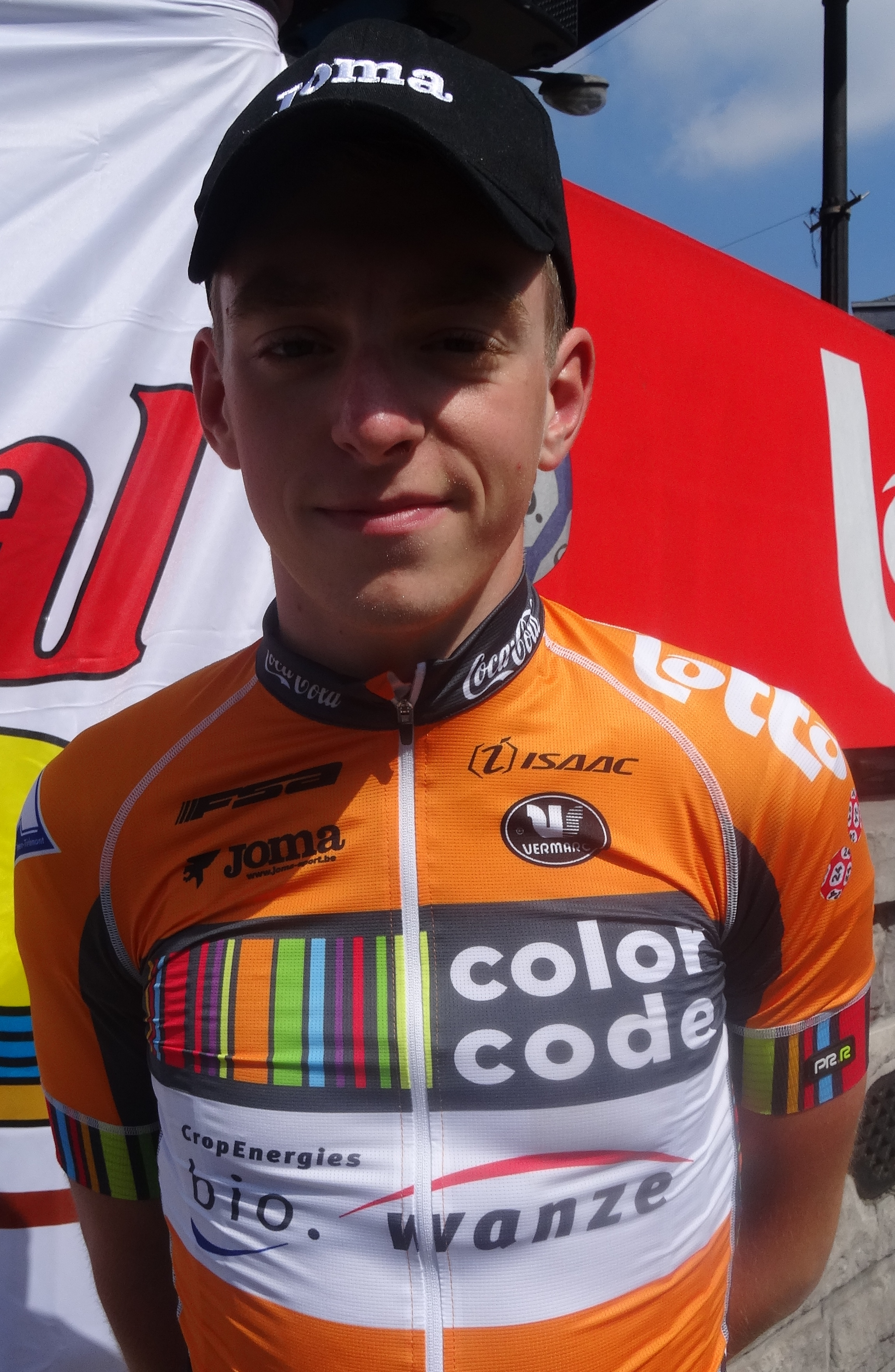
Julien Kaise.
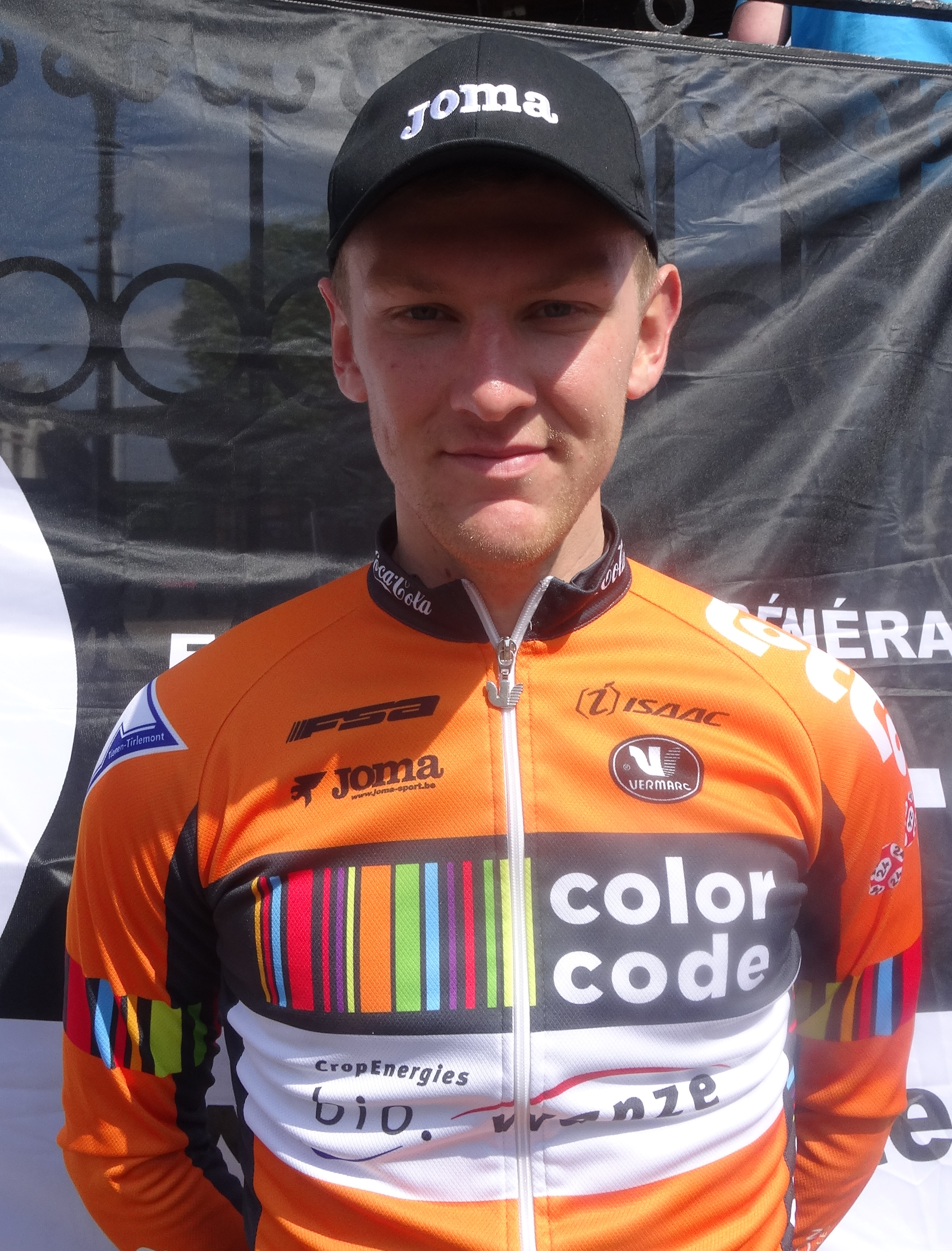
Jérôme Kerf.
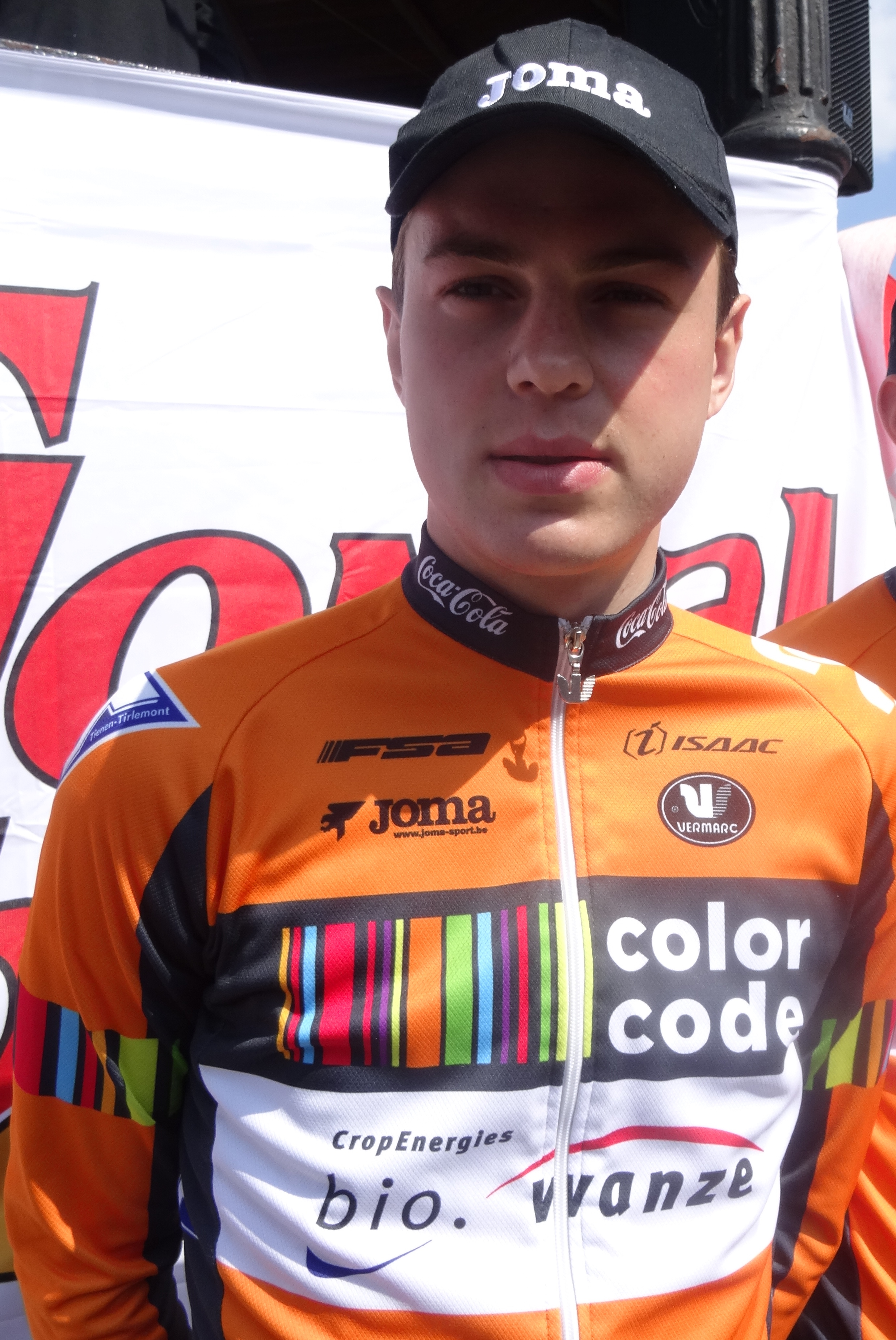
Antoine Leleu.
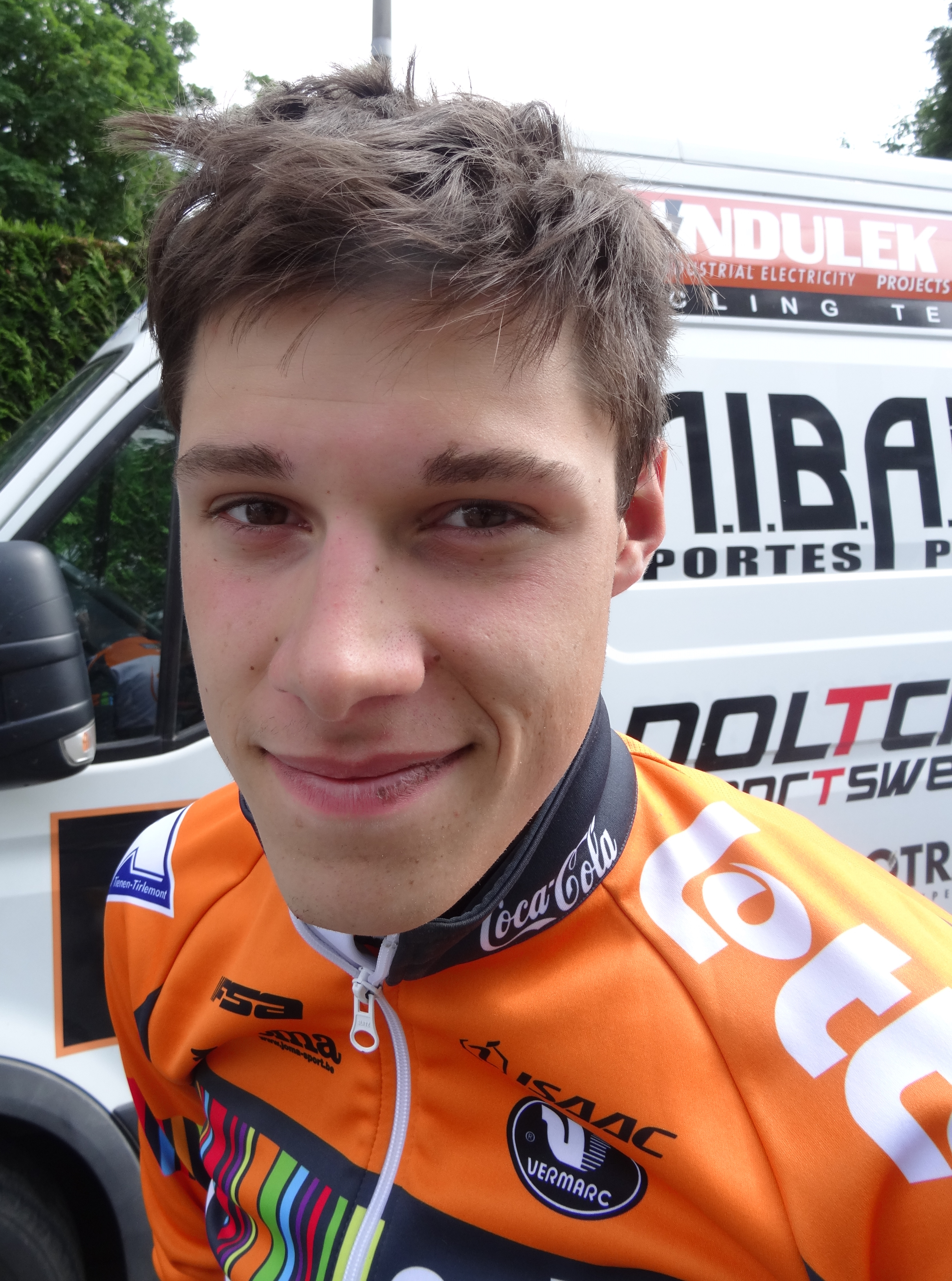
Maximilien Picoux.
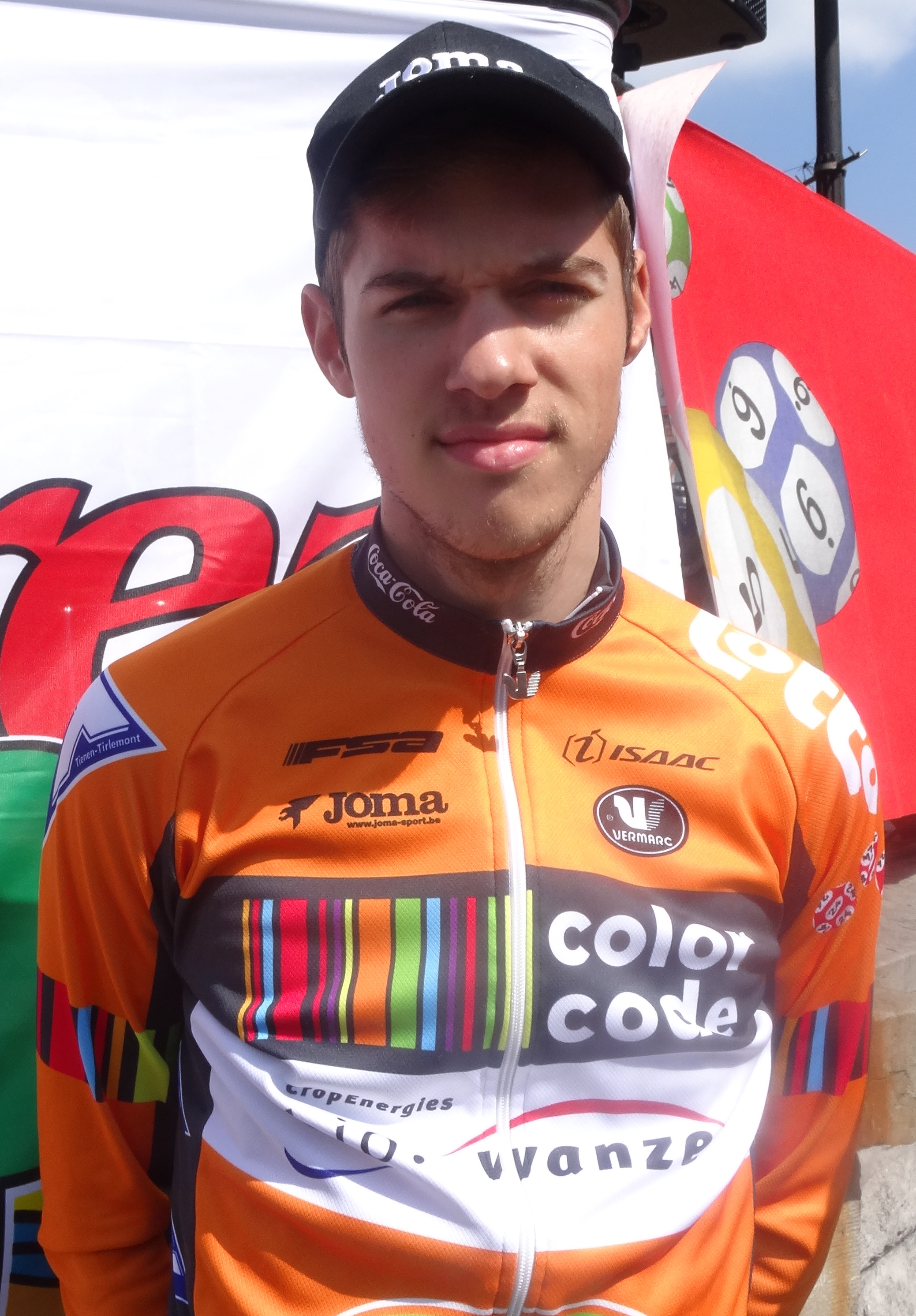
Gaëtan Pons.
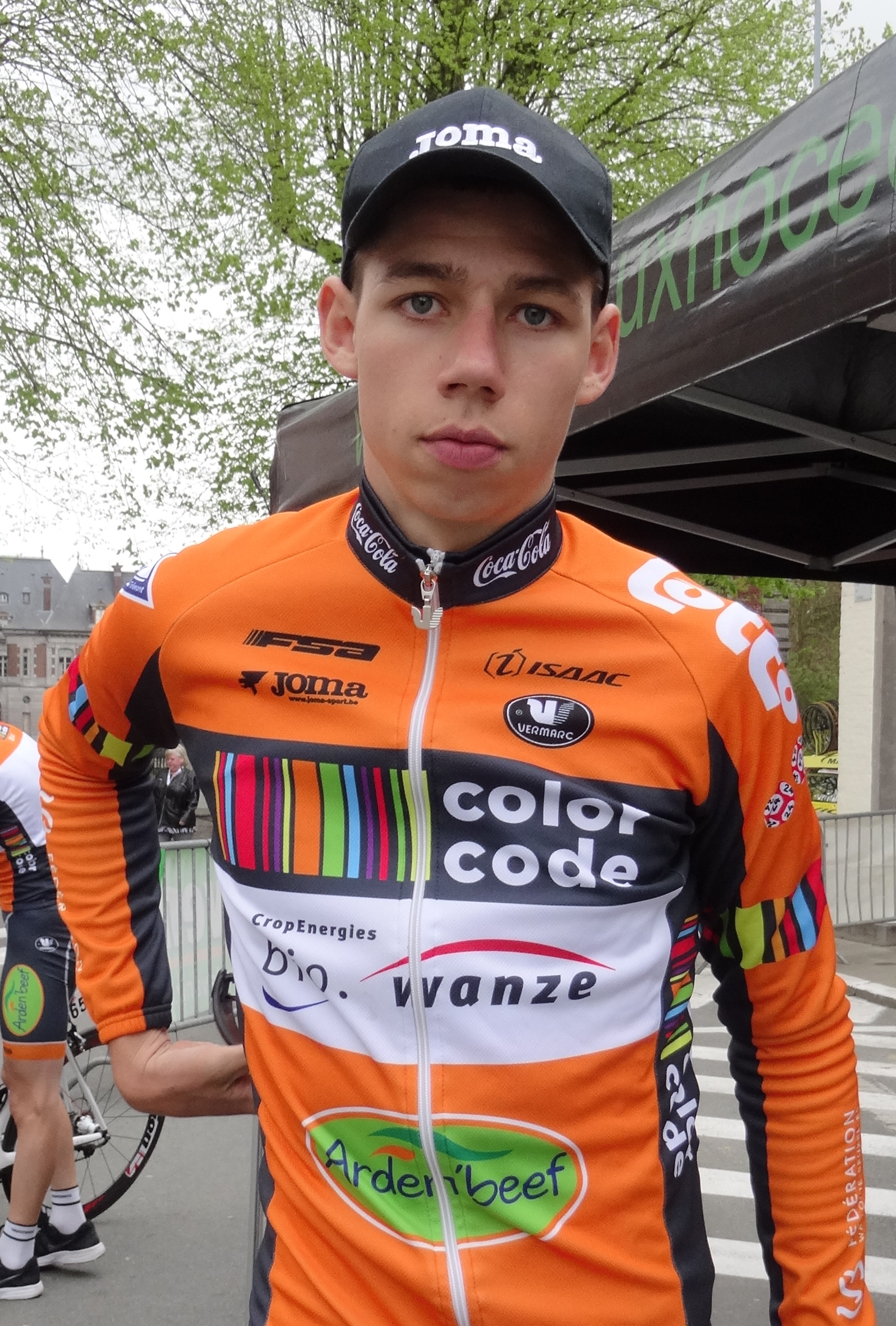
Ludovic Robeet.
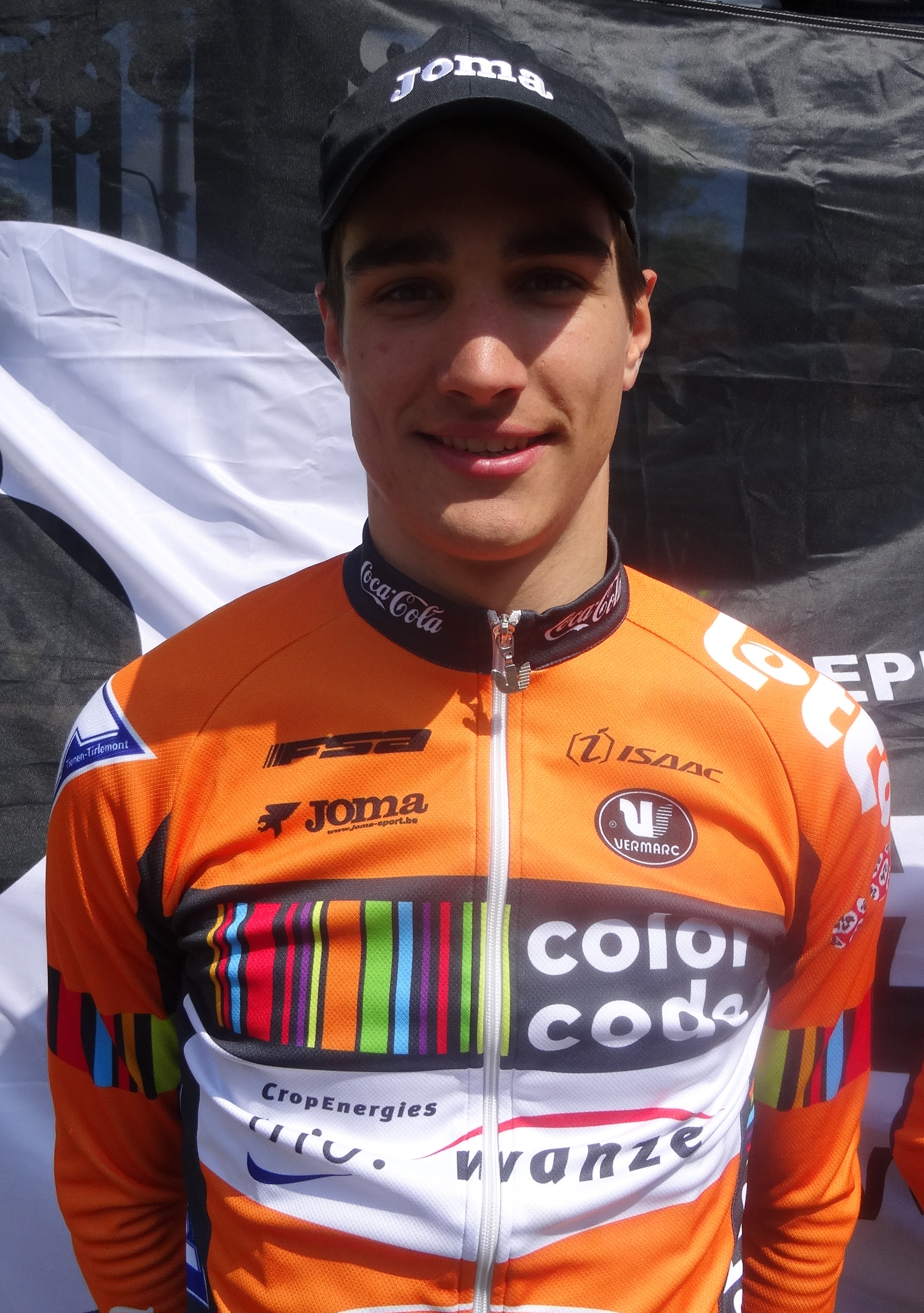
Antoine Warnier.
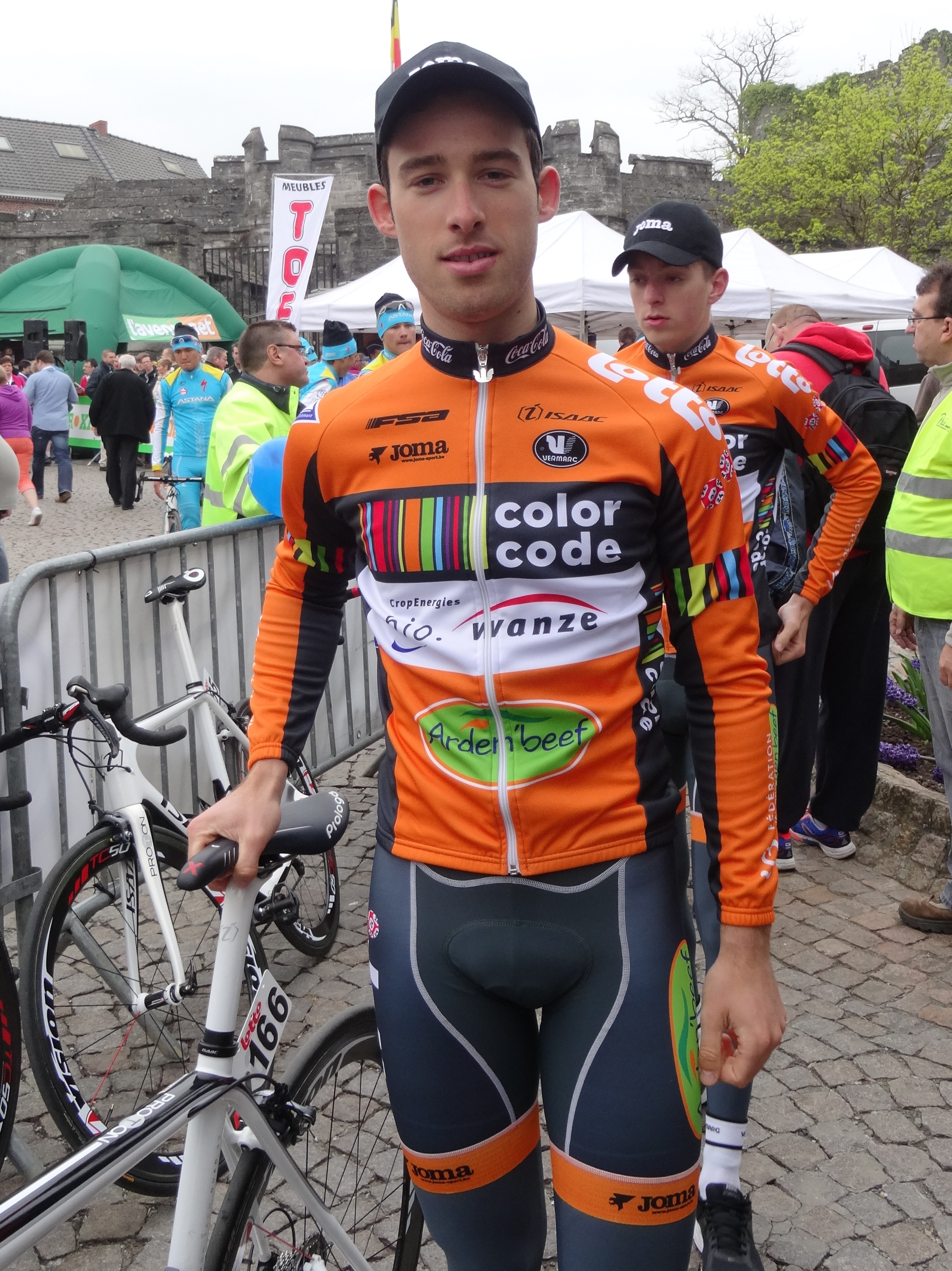
Thomas Wertz.

## Bilan de la saison

### Victoires
Aucune victoire UCI.

### Classement UCI

#### UCI Europe Tour
L'équipe Color Code-Biowanze termine à la 81e place de l'Europe Tour avec 102 points. Ce total est obtenu par l'addition des points des huit meilleurs coureurs de l'équipe au classement individuel, cependant seuls sept coureurs sont classés,.
| Rang  | Coureur          | Points |
| ----- | ---------------- | ------ |
| 424   | Antoine Warnier  | 30     |
| 498   | Ludovic Robeet   | 21     |
| 526   | Jérôme Kerf      | 19     |
| 630   | Ludwig De Winter | 14     |
| 677   | Thomas Wertz     | 12     |
| 1 003 | Gaëtan Pons      | 3      |
| 1 009 | Rémy Mertz       | 3      |